# میدنهد
مِیدِنهِد (به انگلیسی: Maidenhead) یکی از ناحیه‌های شهرستان برکشر از شهر لندن واقع در کشور انگلستان محسوب می‌شود. این ناحیه در سال ۱۹۹۱ میلادی ۵۹٬۶۰۵ نفر جمعیت داشته ولی در سرشماری سال ۲۰۰۱ جمعیت آن ۵۸٬۸۴۸ نفر ثبت شده است. میزان رشد سالانهٔ جمعیت میدنهد ‎-۱٫۱۴ درصد می‌باشد. جمعیت این شهر در سال ۲۰۱۲ به ۵۱٫۸۴۷ نفر تغییر یافت.
میدن‌هد که یک حوزه انتخابیه نیز به‌شمار می‌رود، یک کرسی در مجلس عوام بریتانیا دارد. این کرسی در حال حاضر در اختیار ترزا می است. کرسی این حوزه انتخاباتی، یک کرسی امن برای حزب محافظه‌کار بریتانیا محسوب می‌شود، زیرا هیچ‌گاه توسط نامزد دیگر احزاب، تصاحب نشده است.

## خاستگاه رومی و ساکسون شهر
جان لیلند، عتیقه‌شناس، ادعا می‌کرد که منطقهٔ اطراف مرکز شهر کنونی میدنهد، یک سکونتگاه کوچک رومی به نام آلاونودونوم بوده است. او اظهار داشت که این سکونتگاه تا پایان اشغال رومی‌ها تقریباً به‌طور کامل ناپدید شده بود. اگرچه منبع او نامعلوم است، اما شواهد مستند و فیزیکی از سکونت رومی‌ها در این شهر وجود دارد. دو سایت ویلای معروف در شهر وجود دارد، یکی در حومه کاکس گرین و دیگری کمی غرب مرکز شهر در کستل هیل. این ویلا در مسیر کملت وی قرار داشت که یک جاده رومی بود و سیلچستر (کالوا اترباتوم) و کولچستر (کامولودونوم) را از طریق سنت آلبنز (ورولامیوم) به هم متصل می‌کرد و از مرکز شهر کنونی می‌گذشت. بقایای این جاده در مکان‌های مختلفی در نزدیکی حفاری شده‌اند، اما مسیر دقیق آن نامشخص است. نام میدنهد از منطقهٔ کنار رودخانه نشأت می‌گیرد، جایی که اولین «اسکله جدید» یا «میدن هایث» در اوایل دوران ساکسون ساخته شد. در سال ۸۷۰، ارتش دانمارک به پادشاهی وسکس حمله کرد. آنها از قایق‌های بلند خود در کنار اسکله و محل عبور کشتی در میدنهد پیاده شدند و راه خود را از طریق خشکی به ردینگ گشودند، جایی که اردو زدند و آن را پایگاه قدرت منطقه‌ای خود قرار دادند. منطقهٔ مرکز شهر کنونی در ابتدا یک شهرک کوچک آنگلوساکسون بود که به نام «ساوث الینگتون» شناخته می‌شد. این شهر احتمالاً در مسیر کملت وی در محل آلاونودونوم توسعه یافته بود، زیرا جاده بث تا قرن سیزدهم تغییر مسیر نداده بود. نام میدنهد در روز رستاخیز (کتاب) به عنوان سکونتگاه الینگتون در منطقهٔ بین‌هورست ثبت شده است.

## ساخت پل و تغییر نام شهر
یک پل چوبی در حدود ۱۲۸۰ میلادی برای جایگزینی کشتی در ساوث الینگتون بر روی رودخانه بنا شد. جاده بزرگ غرب به سمت ریدینگ، بارکشر، گلاستر و بریستول از روی پل جدید منحرف شد. پیش از این، این جاده به ساحل شمالی می‌چسبید و از طریق رودخانه تیمز در کوکهام عبور می‌کرد، و شهر قرون وسطایی، که بعدها به میدنهد تبدیل شد، در محل آلاونودونوم و ساوث الینگتون، بین پل جدید و پایین تپه کستل توسعه یافت. در عرض چند سال، یک اسکله جدید در کنار پل برای جایگزینی اسکله قدیمی ساکسون که نیاز به جایگزینی داشت، ساخته شد. در این زمان، نام ساوث الینگتون حذف شد و شهر به میدن‌هایث معروف گشت. اولین سند این تغییر نام در دفترچه‌های اربابی درای کورت در سال ۱۲۹۶ ثبت شده است.

## رشد میدنهد به عنوان بندر رودخانه‌ای و شهر بازاری
پل و اسکله جدید منجر به رشد میدنهد قرون وسطایی به عنوان یک بندر رودخانه‌ای و شهر بازاری شد. شهر کنونی در قرن سیزدهم به عنوان یک سکونتگاه خطی در امتداد جاده تازه منحرف شده با میهمانخانه‌ها توسعه یافت؛ یک تالار صنفی و یک کلیسای کوچک وقف شده به سنت ماری مگدالن نیز در وسط جاده ساخته شد. بازار در خارج از تالار صنفی قدیمی برگزار می‌شد که از خیابان اصلی عقب‌تر بود تا میدان بازار را تشکیل دهد. میدنهد همچنین اولین توقفگاه برای درشکه‌هایی شد که از لندن به گلاستر و بث سفر می‌کردند و شهر مملو از مسافرخانه‌های متعدد شد. تا اواسط قرن هجدهم، میدنهد یکی از پرکارترین شهرهای پذیرنده درشکه در انگلستان بود که روزانه بیش از نود درشکه از آن عبور می‌کرد. هتل خرس در خیابان اصلی که مربوط به اواخر قرن هجدهم است، بهترین نمونه از مسافرخانه‌های قدیمی شهر است که تا به امروز باقی مانده است.

## تغییرات مدرن و میراث تاریخی
شاه چارلز اول برای آخرین بار قبل از اعدامش در سال ۱۶۴۹ در مسافرخانه گری‌هاند این در خیابان اصلی، که اکنون شعبه‌ای از بانک نات‌وست است، با فرزندانش ملاقات کرد. یک پلاک این ملاقات را گرامی می‌دارد. با ورود راه‌آهن بزرگ غرب به شهر، میدنهد شروع به گسترش کرد. جاده‌های گلی جایگزین شدند و خدمات عمومی نصب گردید. خیابان اصلی دوباره شروع به تغییر کرد و معماری آجری قرمز ویکتوریایی قابل توجهی در سراسر شهر ظاهر شد. «لشکر قلعه میدنهد از ارتش رستگاری» اولین بار در اواسط دهه ۱۸۸۰ در شهر افتتاح شد. گروه ارکستر قلعه میدنهد نیز به زودی در سال ۱۸۸۶ توسط رهبر ارکستر ویلیام توماس، که بعدها شهردار شهر شد، تأسیس گردید. در دوران ادواردین، بولترز لاک در نزدیکی به یک تفریحگاه محبوب تبدیل شد، به ویژه در یکشنبه اسکات، و هتل اسکینلدز نیز به دلیل روابط نامشروع شهرت یافت.